# Paspels (Rankweil)
Paspels ist ein Industriegebiet im Ort Brederis in der Marktgemeinde Rankweil. Paspels ist bekannt für die Paspels-Seen oder die Kunert-Hochhäuser.

## Geographie
Paspels grenzt an Gisingen, Meiningen, Brederiser Wiesen, Petzlern und Maldina. Fast wie ein eigenes Dörfchen gelegen, gehört der Ortsteil dennoch zu Brederis. Paspels macht einen Großteil der Ortsbevölkerung aus. Früher hatte die Firma Kunert den Sitz in Paspels, heute aber drastisch verringert.

## Geschichte
Paspels war ursprünglich ein Reichslager. 1946 baute man die ersten Wohnungen.

## Wirtschaft
Paspels ist das industrielle Herz von Brederis mit seinen Firmen:
- Kunert
- GLS
- Hirschmann Automotive
- und mehreren Kleinfirmen

Koordinaten: 47° 17′ N, 9° 35′ O